# کرو، اسپانیا
کرو (به اسپانیایی: Quero) یک شهرستان در اسپانیا است که در استان تولدو واقع شده‌است.

## خصوصیات
کرو ۱۰۳٫۹۲ کیلومترمربع مساحت و ۱٬۳۱۱ نفر جمعیت دارد و ۶۴۸٫۹ متر بالاتر از سطح دریا واقع شده‌است.